# Hans Reiter (Politiker)

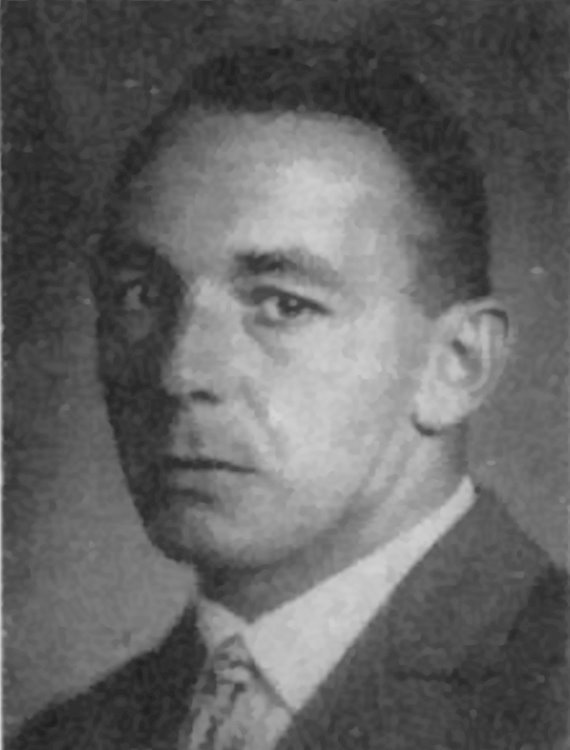
Hans Reiter (1938)

Hans Robert Christoph Reiter (* 18. April 1901 in Straßburg; † 11. Dezember 1973 in Alsfeld) war ein deutscher Politiker der NSDAP.

## Leben und Wirken
Reiter wurde 1901 als Sohn des katholischen Braumeisters Albert Rudolph Joseph Reiter und dessen evangelischen Ehefrau Luise Katharina geborenen Rechaber in Straßburg geboren.
Reiter besuchte die Volksschule und die Oberrealschule. Später wurde er an einer höheren Lehranstalt für praktische Landwirte ausgebildet. Ab 1918 war er als landwirtschaftlicher Beamter tätig in Oberhessen, Hessen-Nassau und Oderbruch. 1924 legte er die Abschlussprüfung als staatlich geprüfter Landwirt in Kassel-Wolfsanger ab. Ab 1926 lebte Reiter als Gutsinspektor in Wendisch-Paulsdorf bei Löbau in der Oberlausitz.
Zum 1. Januar 1930 trat Reiter in die NSDAP ein (Mitgliedsnummer 187.419). Ab 1929 war Reiter Parteiredner und NSDAP-Kreisleiter für den Kreis Löbau. Im Herbst 1932 wurde Reiter hauptamtlicher Kreisleiter; diese Funktion übte er bis 1945 aus. 1933 heiratete er.
Bei der Reichstagswahl vom Juli 1932 wurde Reiter als Kandidat der NSDAP für den Wahlkreis 28 (Dresden-Bautzen) als Abgeordneter in den Reichstag gewählt. Er gehörte dem deutschen Parlament in der Folge ohne Unterbrechung bis zum Zusammenbruch des nationalsozialistischen Regimes im Mai 1945 an. Das wichtigste parlamentarische Ereignis, an dem Reiter während seiner Abgeordnetenzeit teilnahm, war die Verabschiedung des – unter anderem auch mit seiner Stimme beschlossenen – Ermächtigungsgesetzes, das zusammen mit der Reichstagsbrandverordnung vom Februar 1933 die Grundlage für die Errichtung der nationalsozialistischen Diktatur bildete. Am 1. Juni 1935 wurde er Landesgruppenleiter des Bundes Deutscher Osten in Sachsen.